# Alternative Investment Market
L'Alternative Investment Market (in sigla AIM) è un mercato borsistico istituito per accogliere le PMI.

## In Inghilterra
L'AIM è nato in Inghilterra il 19 giugno 1995 al London Stock Exchange (LSE) come Alternative Investment Market ed è composto dai 3 indici: FTSE AIM UK 50 Index, FTSE AIM 100 Index e FTSE AIM All-Share Index.

## In Italia
A seguito dell'acquisizione, nel giugno 2007, di Borsa Italiana da parte di London Stock Exchange, il mercato AIM è stato presente sul mercato domestico dal 22 giugno 2009, in sostituzione del Mercato Expandi, con il nome di "Alternative Investment Market Italia" (o abbreviato "AIM Italia"), sempre rivolto alle piccole e medie imprese. È stato un mercato non regolamentato, ma regolato e gestito dalla Borsa Italiana.
Dal 1º marzo 2012, in seguito all'operazione di accorpamento dei mercati AIM Italia e MAC nell'unico mercato AIM Italia - Mercato alternativo del capitale formato dall'indice FTSE AIM Italia, il mercato Alternative Investment Market Italia ha cessato d'esistere.